# Tambi (Kejajar)
Tambi is een bestuurslaag in het regentschap Wonosobo van de provincie Midden-Java, Indonesië. Tambi telt 4966 inwoners (volkstelling 2010).